# Злоумышленники, как всегда, остались неизвестны
«Злоумышленники, как всегда, остались неизвестны» (итал. I soliti ignoti — «Как обычно, неизвестны») — кинофильм итальянского режиссёра Марио Моничелли. Номинировался на кинопремию «Оскар» 1959 года в категории «лучший фильм на иностранном языке». Кинодебют Клаудии Кардинале.
Режиссёром Нанни Лой в 1959 году был снят фильм «Дерзкий налёт неизвестных злоумышленников» (итал. Audace colpo dei soliti ignoti), который является продолжением этой детективной комедии.

## Сюжет
При попытке угнать автомобиль вор Козимо попадает за решётку. Там он узнаёт об одном «лёгком» деле с кражей денег из сейфа ломбарда. Но он должен для этого скорее выбраться из тюрьмы, а для этого ему нужна так называемая на местном сленге «овца», которая могла бы взять на себя вину за угон автомобиля. Спустя несколько дней безуспешных поисков среди друзей, наконец-то находится «овца» — Пепе по прозвищу Пантера — никудышный боксёр. За немалое вознаграждение Пепе приходит в полицию с повинной и играет роль раскаивающегося, надеясь на срок в полгода условно. Однако Козимо не освобождают, и он начинает требовать свои деньги с Пепе. Тем временем начался суд и Пепе — по его словам — осудили на три года.
Козимо, из жалости к расстроенному таким обстоятельством Пепе и потому, что надеется выйти раньше, чем Пепе, рассказывает ему свой план налёта на ломбард, а также сообщает адрес ломбарда и расположение сейфа. Выслушав всё внимательно, Пепе внезапно сообщает Козимо, что пошутил, и ему дали полгода условно, и что он выходит на следующий день. Козимо в ярости.
Выйдя на свободу, Пепе встречает друзей Козимо — Марио, Тиберио, Ферриботте, Капаннелле и Джину, и те требуют с Пепе вернуть назад деньги. Но тот убеждает их, что им и не нужен больше Козимо для этого налёта, потому что теперь он — Пепе, знает все тонкости плана. И таким образом, он получает себе готовую команду, а также и Джину, подружку Козимо. Эта кража может стать самой важной и последней в серии мелких ограблений этих неудачников. Проблемой, однако, является то, что никто, кроме Козимо, не умеет взламывать сейфы.
Команда воров вовсе и не команда: Марио — сирота, взрощенный тремя воспитательницами в приюте; Тиберио зарабатывает себе на жизнь фотосъёмкой и заботится о своём сыне-младенце, пока его жена сидит за решёткой за контрабанду сигарет; Ферриботте — сицилиец из Катании, слишком озабочен и одержим ревностью и заботой о своей несовершеннолетней сестре; Капаннелле — вечный жених, теперь подходящий к третьему возрасту, ну и Пепе — боксёр-неудачник.
Команда обращается за помощью к Данте Крушани, специалисту в области взломов и сейфов. Данте постоянно под надзором полиции, и пока инспектор не проверяет его, посвящает своё время преподаванию научных методов взлома. Разыграв спектакль на улице, Пепе знакомится с Николеттой, горничной из квартиры, имеющей смежную стену с ломбардом, и крадёт у неё ключи.
Между тем Козимо, благодаря амнистии, освобождается и полон решимости отомстить за предательство товарищам. При попытке карманной кражи, однако, он попадает под трамвай и погибает.
Назначив время кражи и испытав множество нелепых ситуаций, грабители проникают в квартиру и ломают стену, ведущую в ломбард. Потратив на это всё своё время, они наконец-то пробивают кирпичную стену с помощью домкрата и обнаруживают, что оказались в кухне этой же самой квартиры. В раздумьях и в отчаянии они съедают макароны с чечевицей, которые приготовила Николетта перед своим отъездом. Тем временем Капаннелле находит в холодильнике мясные рулеты и решает их разогреть на газовой плите. Происходит утечка газа и взрыв. Грабители в полном расстройстве и в обгоревшей одежде покидают квартиру.

## В ролях
- Витторио Гассман — Джузеппе Байокки
- Марчелло Мастроянни — Тиберио Браски
- Ренато Сальватори — Марио Анджелетти
- Тото — Данте Кручани
- Клаудия Кардинале — Кармелина Никозия
- Тиберио Мурджа — Микеле Никозия, её брат
- Меммо Каротенуто — Козимо Пройетти
- Карло Пизакане — Пьерлуиджи Капаннелле
- Карла Гравина — Николетта
- Розанна Рори — Норма
- Нино Маркетти — Луиджи, кассир банка
- Джина Ровере — Тереза, жена Тиберио
- Лелла Фабрици — одна из трех мам Марио
- Джина Амендола — одна из трех мам Марио
- Эльвира Тонелли — одна из трех мам Марио
- Марио Феличани — комиссар полиции
- Миммо Поли — заключенный
- Марио де Симоне — скупщик краденого
- Альдо Трифилетти — Фернандо, портье дома Николетты
- Густаво Серена — охранник детского дома
- Паскуале Мизиано — Массимо
- Ренато Терра — Эладио
- Ида Мазетти — Габриелла
- Эдит Брук
- Лиза Ромеи — Эмилия
- Роберто Спьомби — Пьеро

## Съёмочная группа
- Режиссёр: Марио Моничелли
- Оператор: Джанни Ди Венанцо
- Продюсер: Франко Кристальди
- Сценарист: Сузо Чекки Д’Амико, Адженоре Инкроччи, Марио Моничелли
- Композитор: Пьеро Умилиани